# Hans Mau (Künstler)
Hans Friedrich Robert Mau (* 18. Oktober 1915 in Leipzig; † 17. Februar 1989 ebenda) war ein deutscher Grafiker, Maler, Karikaturist und Buchillustrator.

## Lebenslauf
Mau wurde als Sohn des Schlossers Hans Mau und seiner Frau Helene Mau geboren und besuchte zwischen 1922 und 1930 eine Grundschule seiner Vaterstadt. Hieran schloss sich bis 1934 eine Ausbildung als Reproduktionsfotograf an; zeitgleich besuchte Mau die Fach- und Berufsschule und ab 1932 Abendkurse an der Kunstakademie. Im Jahr 1934 legte er seine Gesellenprüfung ab und arbeitete anschließend bis 1937 als Geselle in Leipzig, Reichenbach und Erfurt. Ab dem Jahr 1937 diente Mau in den Bildstellen der Luftwaffe in Berlin, Oslo, Rovaniemi (Finnland) und Alakurtti, zuletzt 1945 im Rang eines Feldwebels.
1945 geriet Mau in amerikanische Kriegsgefangenschaft, aus der er ein Jahr später in Hanau entlassen wurde, worauf er seine Berufstätigkeit als Reproduktionsfotograf wiederaufnahm und daneben bis 1947 die Zeichenklasse der Volkshochschule bei Walter Münze besuchte, und, zusammen mit seinem Lehrer, die Schule wechselte und an die Hochschule für Grafik und Buchkunst Leipzig zur Fortentwicklung seiner künstlerischen Ausbildung ging.
Im Jahr 1948 wurde Mau Mitglied der SED und ein Jahr später zur Ausbildung an der Kreisparteischule zugelassen. 1948 immatrikulierte sich Mau als ordentlicher Student an der Hochschule für Grafik und Buchkunst, wo er u. a. Unterricht bei Egon Pruggmayer und Max Schwimmer nahm, der auch Künstler wie Bernhard Heisig, Werner Tübke und Günter Horlbeck unterrichtete.
Diese Ausbildung dauerte bis 1952; in den Jahren 1949 bis 1951 versah Mau eine Assistentenstelle bei Schwimmer. Im Jahr 1952 verließ Mau die Hochschule mit einem Diplom mit Auszeichnung.

### Privatleben
Im Jahr 1941 heiratete Mau in Berlin; aus der Ehe ging der Grafiker Jürgen Mau (1941–2015) hervor.

### Mitgliedschaften
Seit 1930 war Mau Mitglied der Sozialistischen Arbeiterjugend und der Gewerkschaft. Im Jahr wurde er Mitglied der Deutschen Arbeitsfront. Im Jahr 1946 trat er dem Verband Bildender Künstler der DDR bei, dessen Mitglied des Zentralvorstandes er von 1953 bis 1959 war. Zwischen 1966 und 1978 war Mau Vorsitzender der Bezirksrevisionskommission des genannten Verbands.

## Werk
Nach seiner umfassenden Ausbildung arbeitete Mau ab 1952 als  Künstler in Leipzig, der sich vor allem der Illustration belletristischer Werke, von Kinder- und Jugendbüchern verschrieb und an einer Jugendzeitschrift mitarbeitete. In Übersetzungen erschienen von Mau gestaltete Bücher auch in Bulgarien, Ungarn, Großbritannien und der Bundesrepublik Deutschland. Im Jahr 1952 erhielt Mau den Auftrag, den Band 311 der Insel-Bücherei zu illustrieren; es handelte sich um das in Leipzig erschienene Buch Die Hirtenflöte, eine Erzählung von Wolfgang Joho.
Ein umfangreiches Depositum künstlerischer Arbeiten Maus befindet sich in der Kinder- und Jugendbuchabteilung der Staatsbibliothek zu Berlin.

### Ausstellungen
Mau war u. a. 1948 auf der Leipziger Kunstausstellung und von 1949 bis 1978 auf sechs Deutschen Kunstausstellungen bzw. Kunstausstellungen der DDR in Dresden  vertreten. Darüber hinaus war Mau mit seinen Werken in Ausstellungen in Ost-Berlin (1951 und 1953), Budapest und Sofia (1955), München und Halle/Saale (1956), West-Berlin (1956), Karlsruhe (1957), sowie Moskau, München und Hamburg (1958) vertreten.
In den Jahren 1959, 1965 und 1966 wurden seine Werke auf der Internationalen Buchkunst-Ausstellung in Leipzig bzw. Brünn gezeigt. 1975 nahm er mit Werken an der Kinderbuchausstellung in Ost-Berlin teil und bereicherte die Ausstellung Deutsche Literatur von Lessing bis Heine in der bildenden Kunst Kunst der DDR, die 1977 in Weimar gezeigt wurde, mit Exponaten. Als gefragter Künstler für Buchillustration in der DDR nahm er auch an der großen Werkschau Die Buchillustration in der DDR 1949–1979 in Ost-Berlin teil.

### Auszeichnungen
Die von Mau illustrierten Bücher wurde mehrfach mit dem Prädikat „Schönstes Buch“ ausgezeichnet, so in den Jahren 1955, 1974 und 1976. Im Jahr 1958 erhielt Mau den Zweiten Preis für Illustratoren, den das Ministerium für Kultur verlieh.
1955 erhielt er die Auszeichnung Schönste Bücher der DDR für das Buch Die seltsamen Abenteuer des Marco Polo (Text Willi Meinck), das 1955 im Berliner Kinderbuchverlag erschienen war. Das Museum der Nationalen Forschungs- und Gedenkstätten der Klassischen Deutschen Literatur in Weimar kaufte Werke von Mau an.
Im Jahr 1969 wurde Mau die Medaille für ausgezeichnete Leistungen, 1970 der Titel Aktivist der sozialistischen Arbeit und 1970 und 1979 die Verdienstmedaille der DDR verliehen.